# Škoda 1000 MB
O Škoda 1000 MB e o Škoda 1100 MB são dois automóveis com motor traseiro e tração traseira produzidos pelo fabricante tchecoslovaco AZNP em Mladá Boleslav entre 1964 e 1969. As versões cupê de 2 portas do 1000 MB e 1100 MB foram chamadas de 1000 MBX e 1100 MBX.

## Números de produção
| Modelo                 | Anos de produção | Unidades feitas |
| ---------------------- | ---------------- | --------------- |
| Škoda 1000 MB          | 1964–1969        | 349.348         |
| Škoda 1000 MB de Luxe  | 1966–1969        | 65.502          |
| Škoda 1000 MBG de Luxe | 1966–1969        | 3.287           |
| Škoda 1000 MBX de Luxe | 1966–1969        | 1.403           |
| Škoda 1100 MB de Luxe  | 1967–1969        | 22.487          |
| Škoda 1100 MBX de Luxe | 1967–1969        | 1.114           |

## Linha do tempo da série MB
- 2 de abril de 1964: Introdução do sedã de quatro portas 1000 MB (Tipo 990). Ele tinha um motor de quatro cilindros de 988 cc montado na traseira, produzindo 42 cv (31 kW) a 4.650 rpm.
- 1º de abril de 1966: Introdução do sedã de quatro portas 1000 MB de Luxe (Tipo 721) com uma versão mais potente de 48 cv (36 kW) do motor de 988 cc. Tinha um acabamento melhor do que o MB padrão.
- 3 de abril  de 1966: Introdução dos sedãs de quatro portas 1000 MB (Tipo 721) e 1000 MBG de Luxe (Tipo 710) e do cupê de 2 portas 1000 MBX de Luxe (Tipo 990T). O 1000 MB padrão agora tinha o mesmo motor do MB de Luxe, enquanto o MBG e o MBX tinham uma versão com carburador duplo de 52 cv (38 kW) do mesmo motor.[3]
- 1967: Os modelos 1100 MB De Luxe e 1100 MBX De Luxe entram em produção[4]
- setembro de 1969: Toda a série MB substituída pela nova série Škoda 100.

## Galeria

### Modelos

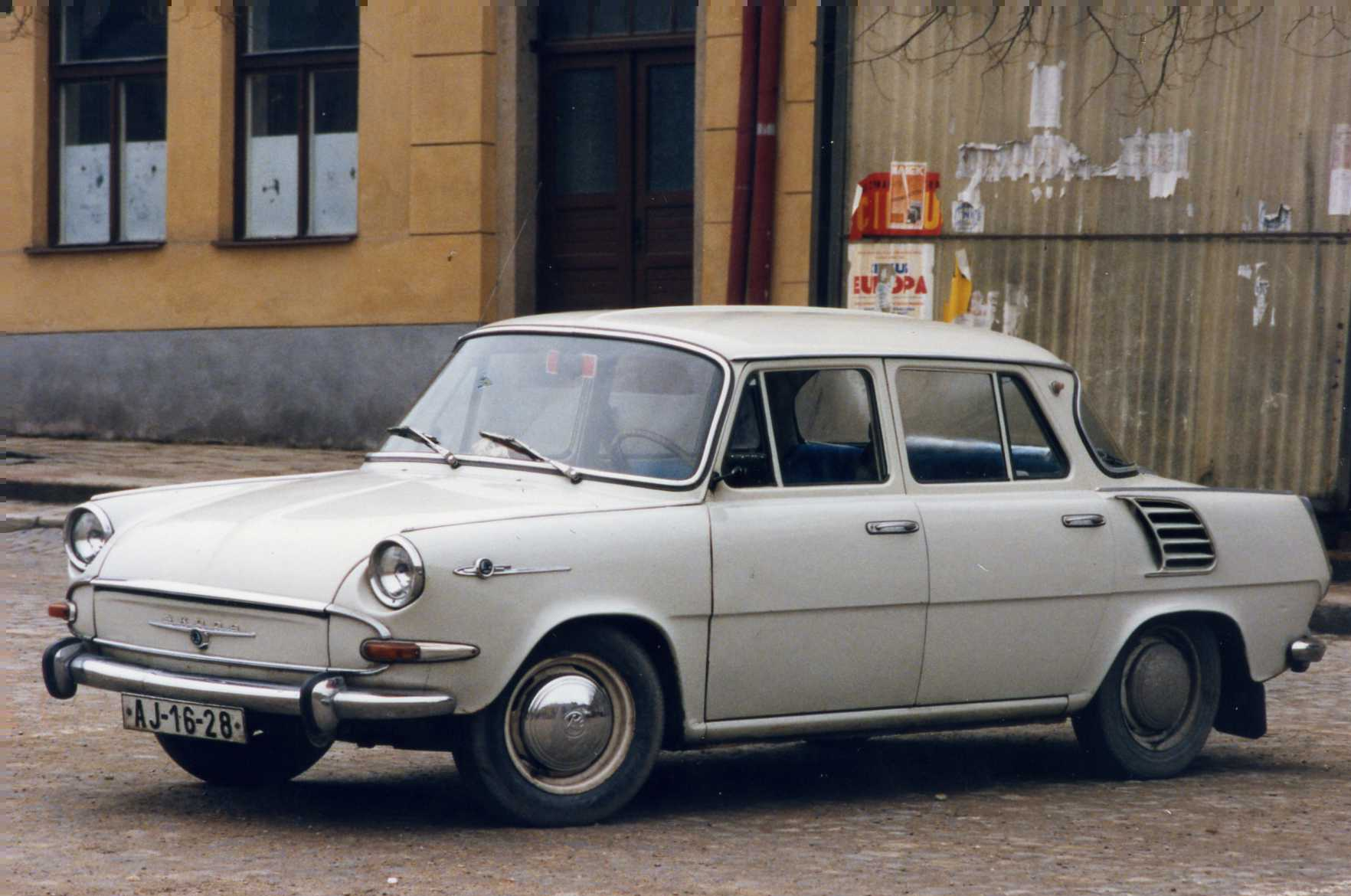
Škoda 1000 MB modelo 1964
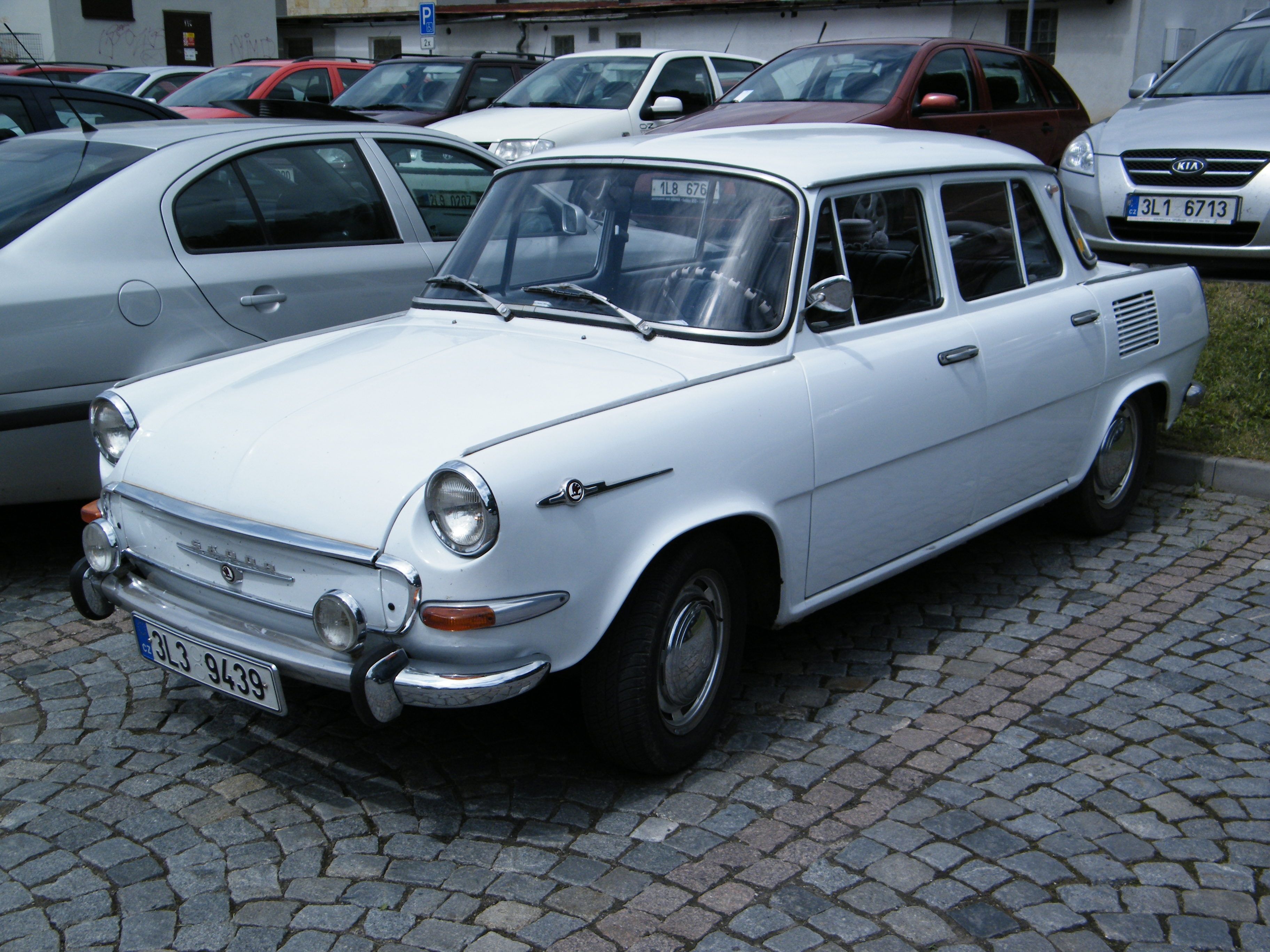
Škoda 1100 MB
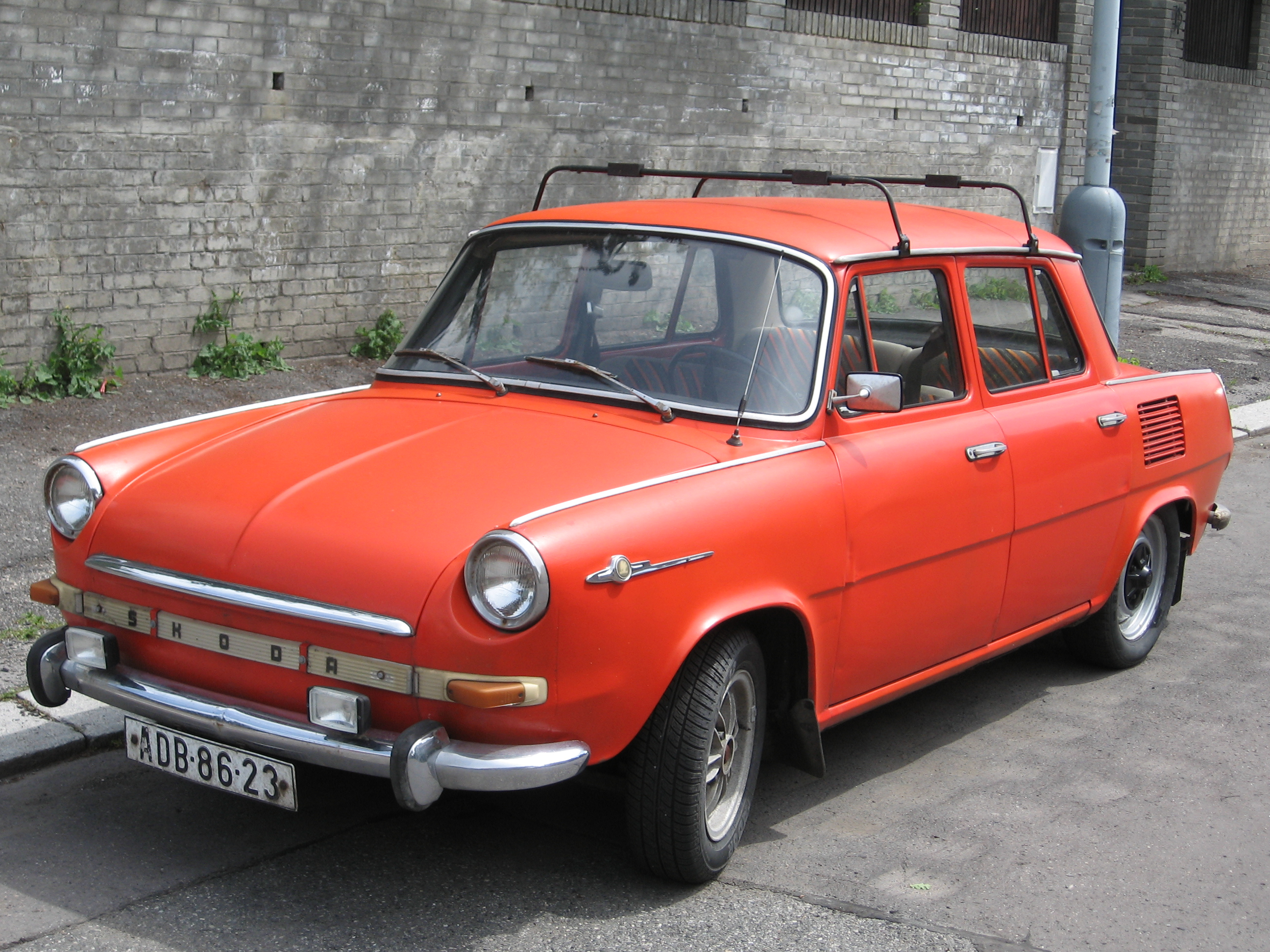
Škoda 1000 MB modelo 1969
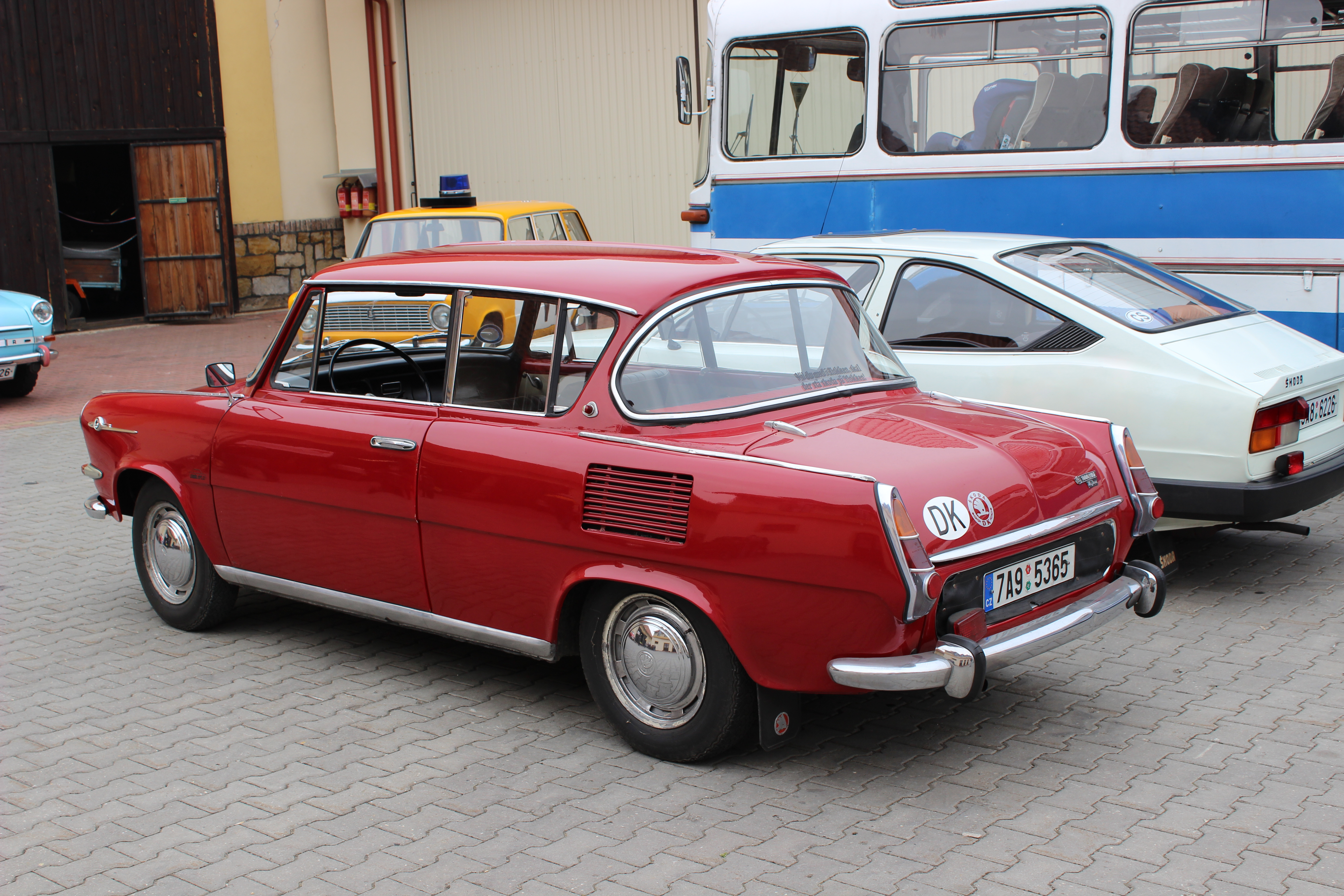
Škoda 1100 MBX
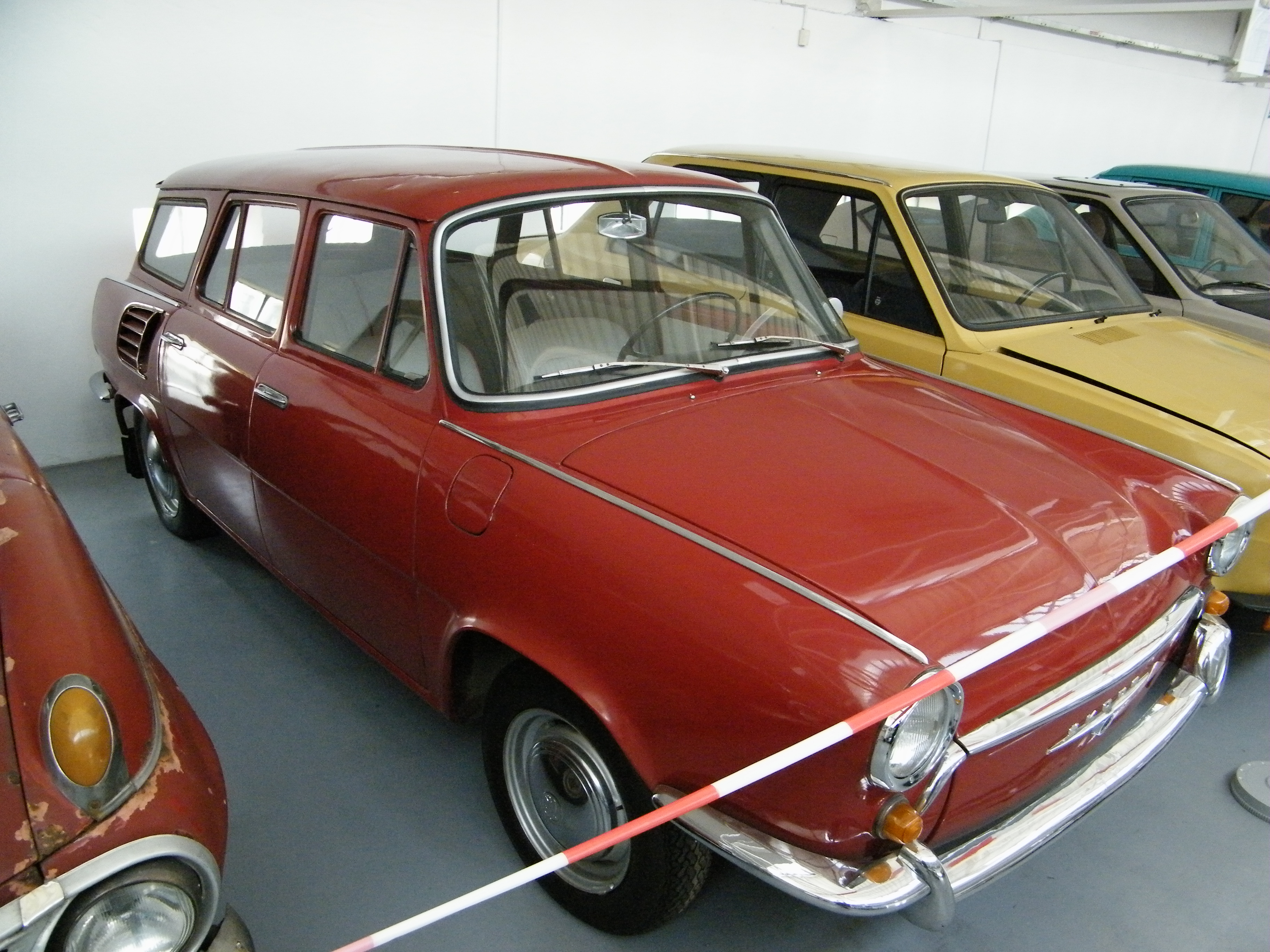
protótipo de perua

### Detalhes

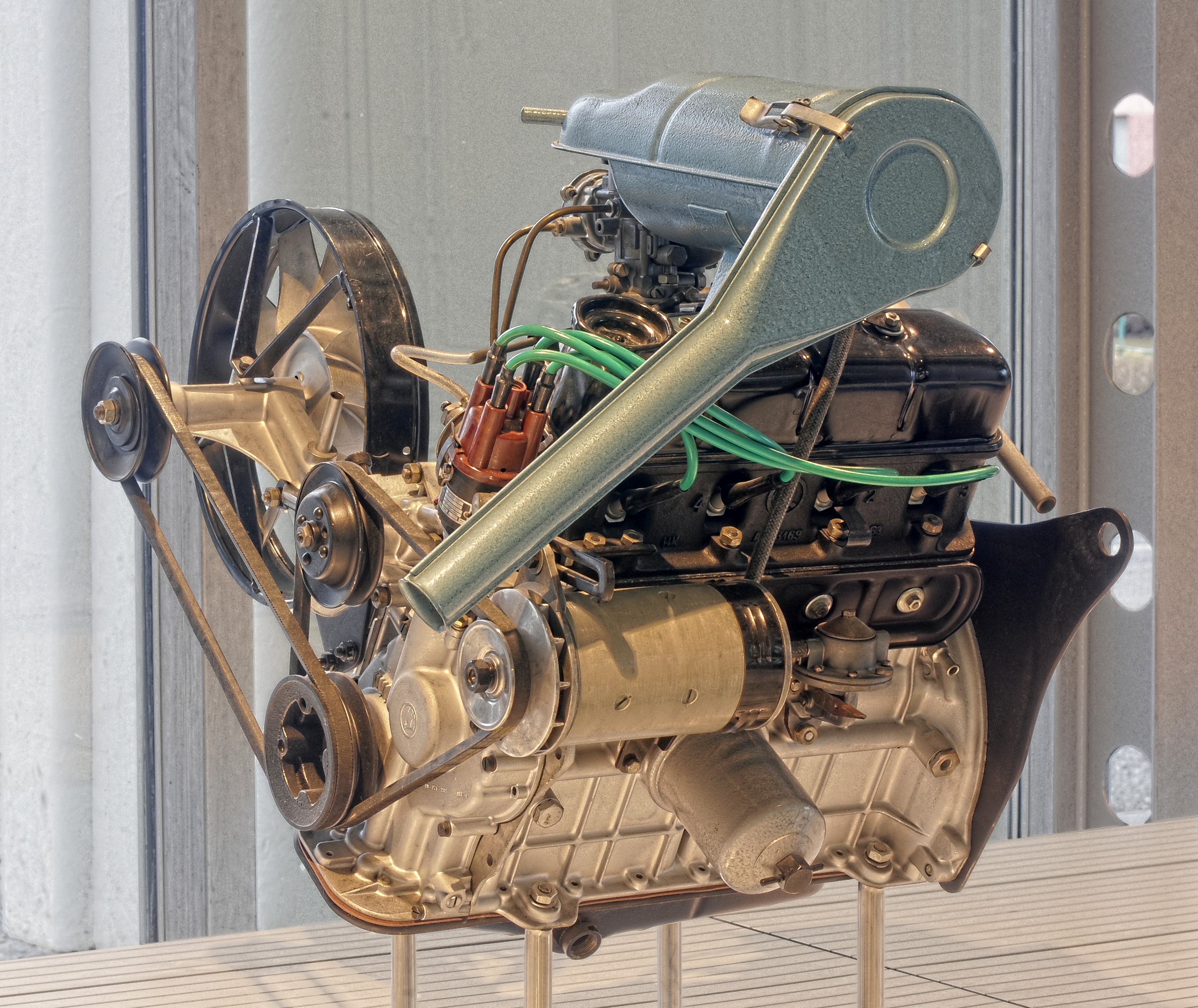
Motor l4 OHV do 1000 MB
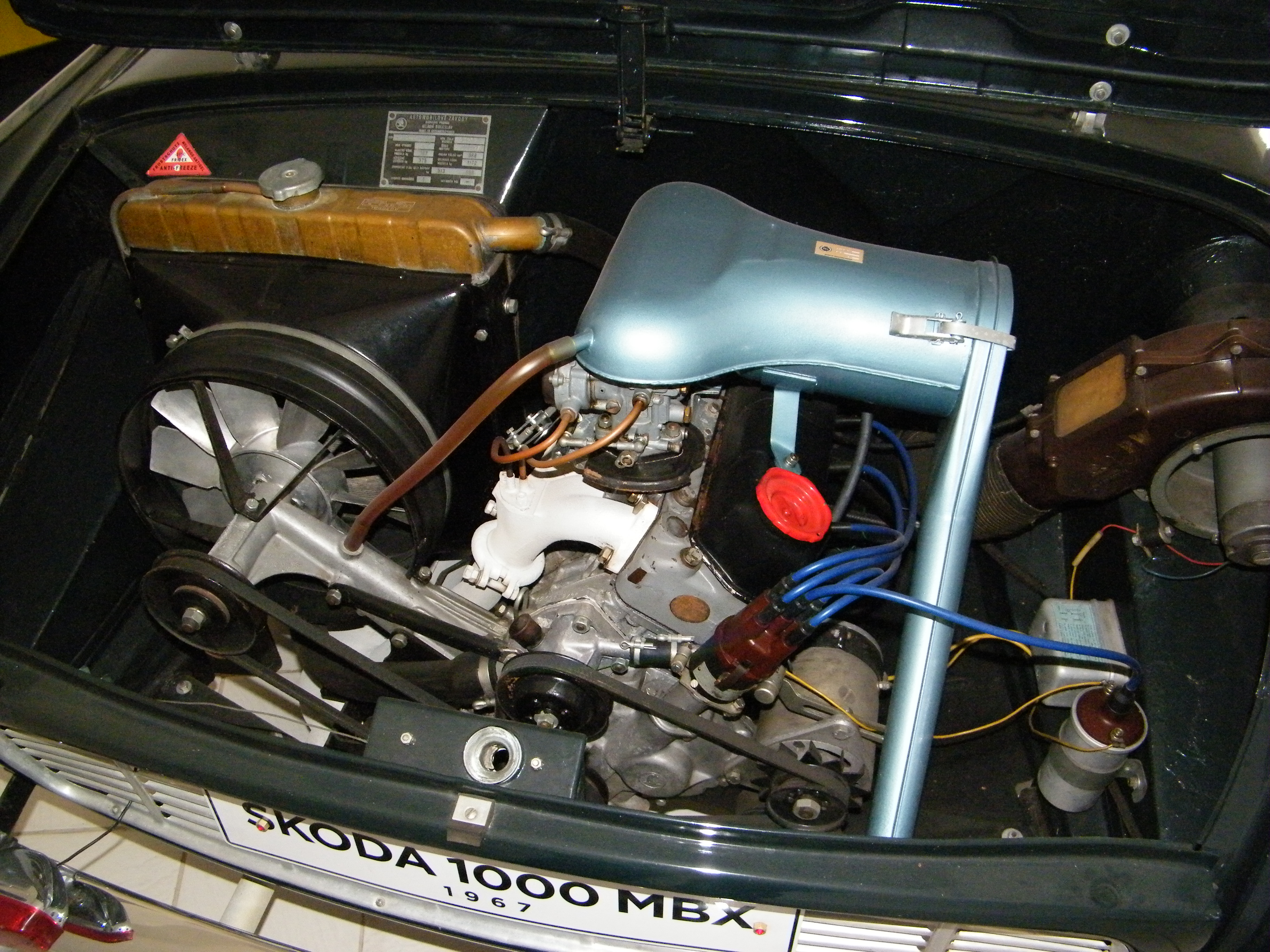
Configuração do motor
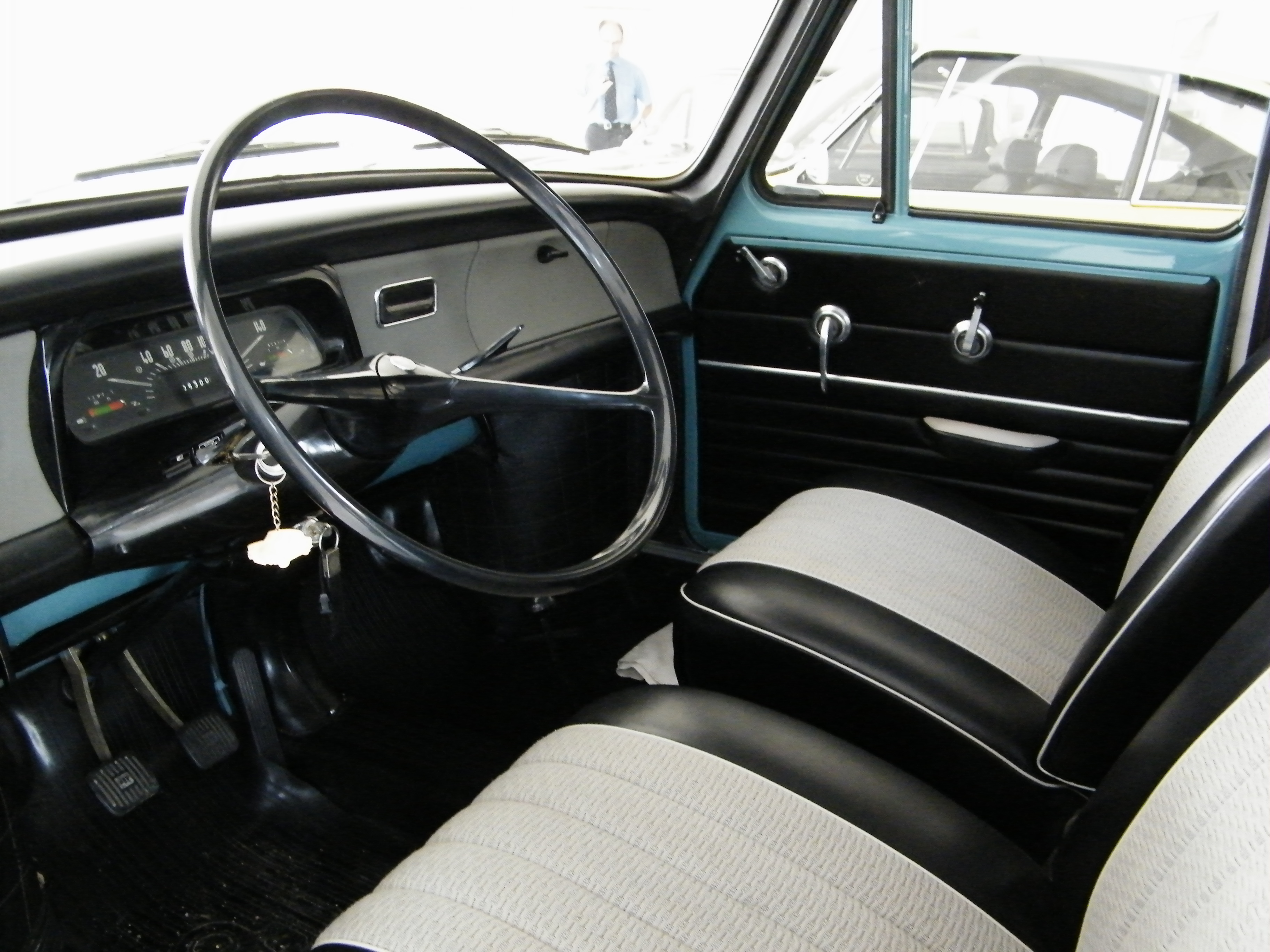
interior do Škoda 1000 MB de Luxe, modelo 1969
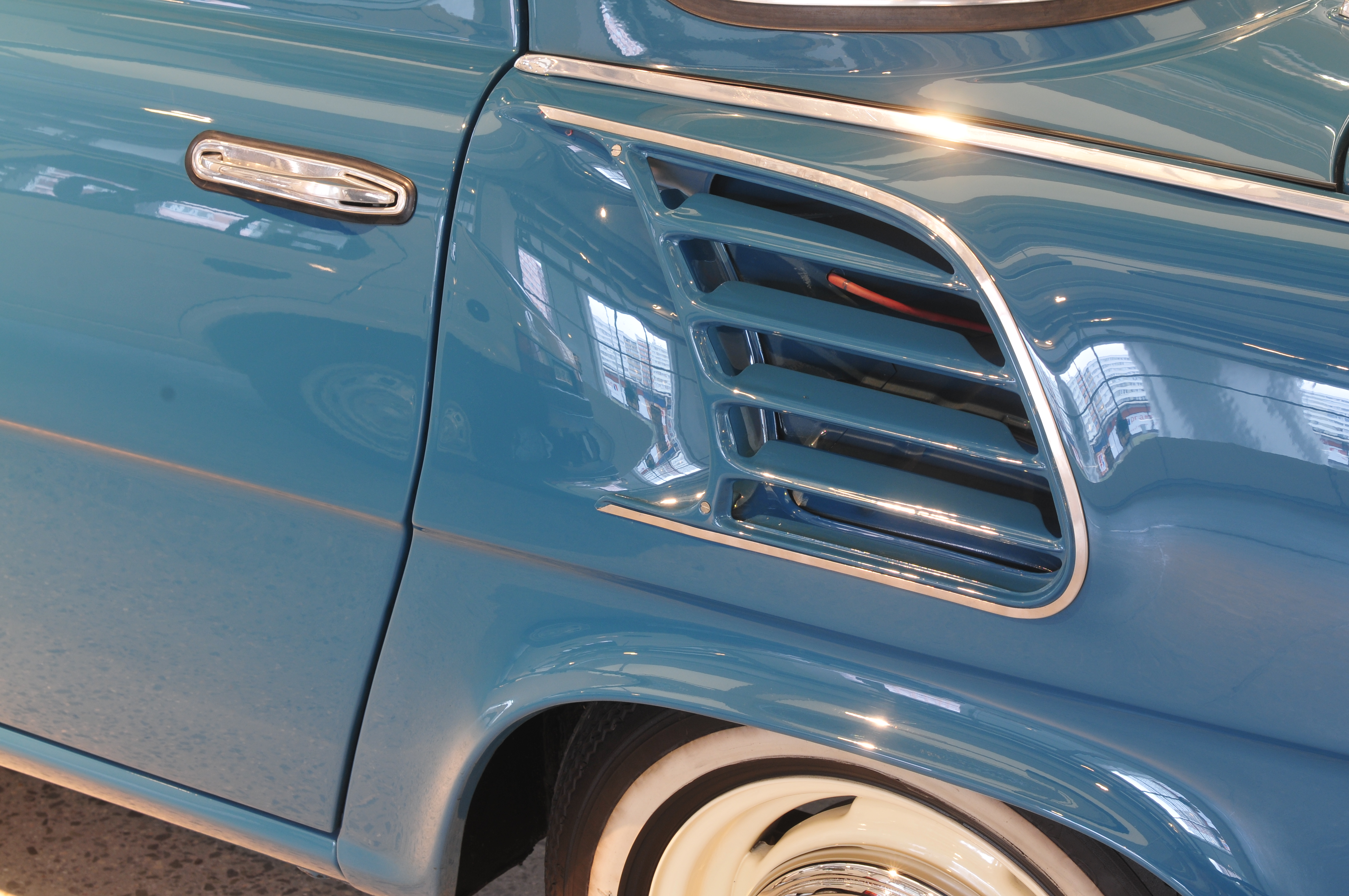
Grade de entrada de ar de resfriamento das primeiras versões
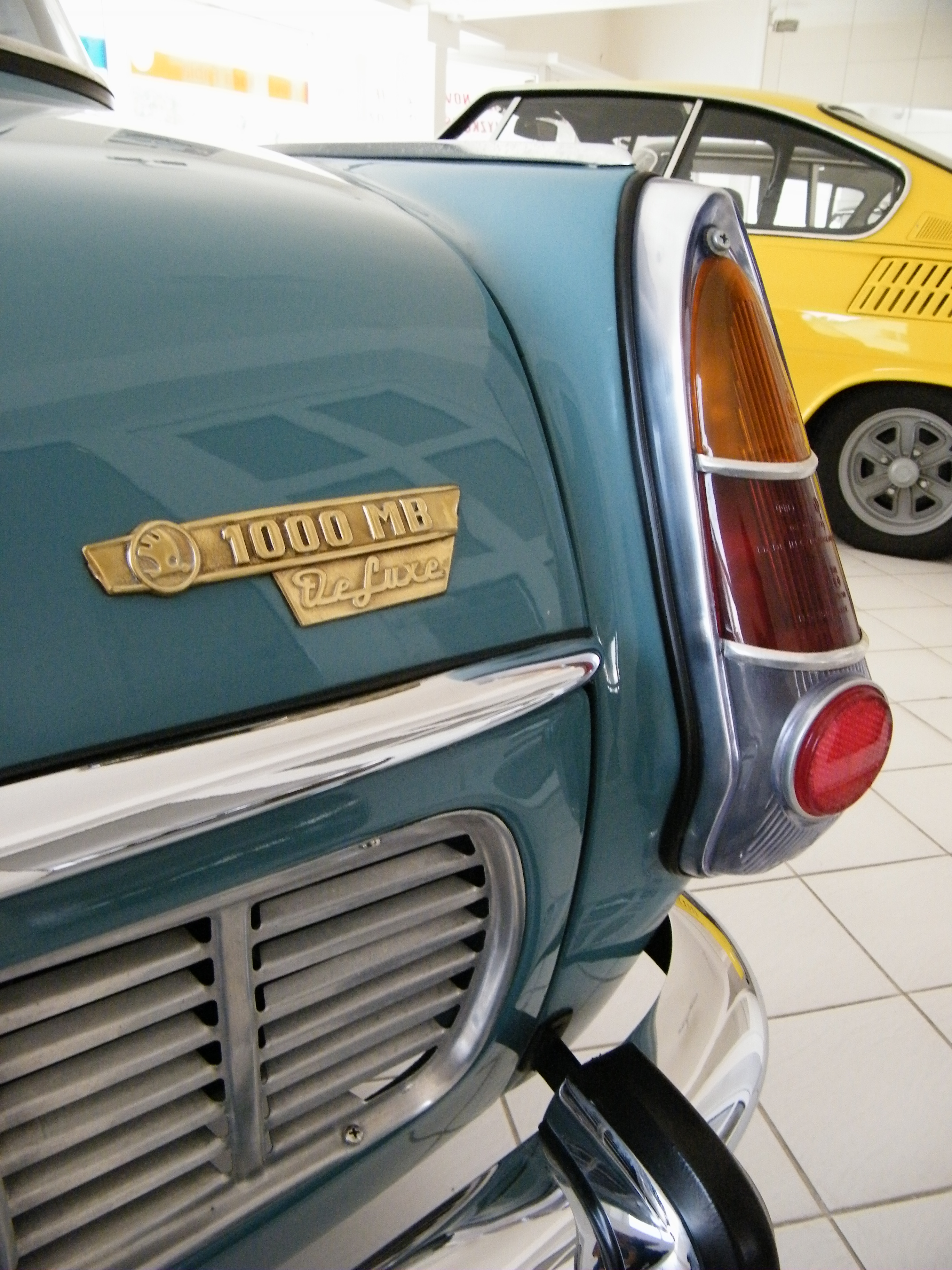
Lanterna traseira e saída de ar de refrigeração